# Giuseppe Penone

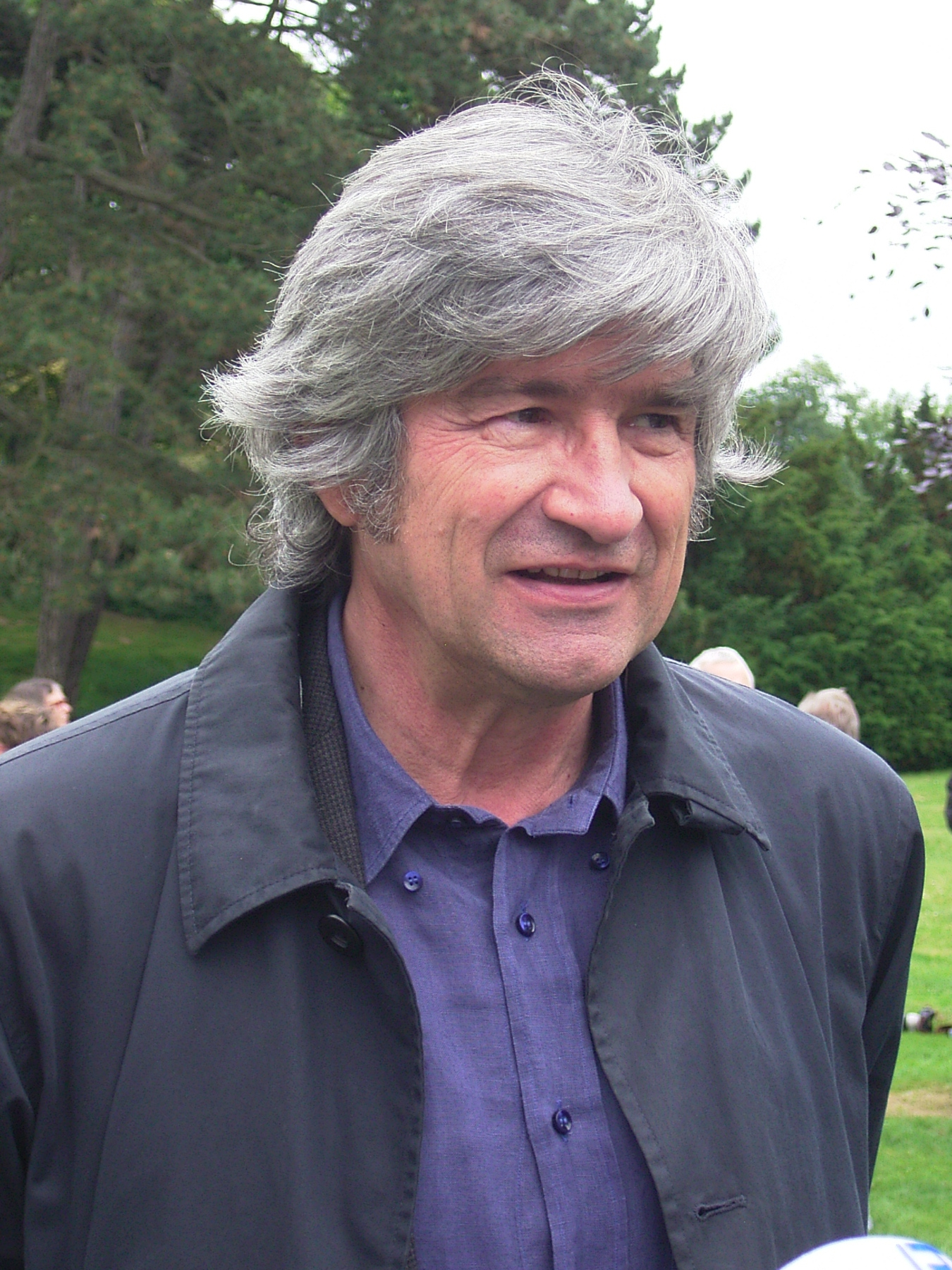
Giuseppe Penone (2010)

Giuseppe Penone (* 3. April 1947 in Garessio, Italien) ist ein italienischer Künstler.

## Leben und Werk
Penone lebt und arbeitet derzeit in Turin, zudem unterrichtet er an der École des Beaux-Arts in Paris. Er gilt als Vertreter der Arte Povera, seine Installationen und Objekte sind meist Objekte und Materialien aus der Natur.
Im Jahr 1972 war Giuseppe Penone Teilnehmer der Documenta 5 in Kassel in der Abteilung Individuelle Mythologien: Selbstdarstellung – Exponate und auch auf der Documenta 7 (1982) und der Documenta 8 im Jahr 1987 mit Werken vertreten. 1989 war er für den Turner Prize nominiert, 2001 wurde ihm der Rolf-Schock-Preis verliehen und im Oktober 2014 bekam er in Tokio das Praemium Imperiale.
2004 widmete ihm das Centre Georges Pompidou eine Retrospektive. Am 27. Mai 2010 wurde Giuseppe Penone als erster Teilnehmer der im Jahr 2012 stattfindenden dOCUMENTA (13) bekannt gegeben und im Juni desselben Jahres Penones Arbeit Idee di Pietra (Ansichten eines Steins) als erstes Kunstwerk der dOCUMENTA (13) in der Kassler Karlsaue nahe der Orangerie eingeweiht. Die etwa 9 Meter hohe Bronzeskulptur, die sich auf die Pflanzaktion 7000 Eichen von Joseph Beuys beruft, stellt einen blattlosen Baum dar, dem die Zweige abgeschnitten wurden und in dessen Ästen sich ein großer Granitfindling verfangen zu haben scheint. Am Fuße des Bronzebaums pflanzte Penone eine kleine Stechpalme, die zur Eröffnung der nächsten documenta eine stattliche Größe erreicht haben soll. Die Plastik wurde aus Spenden Kasseler Bürger angekauft.

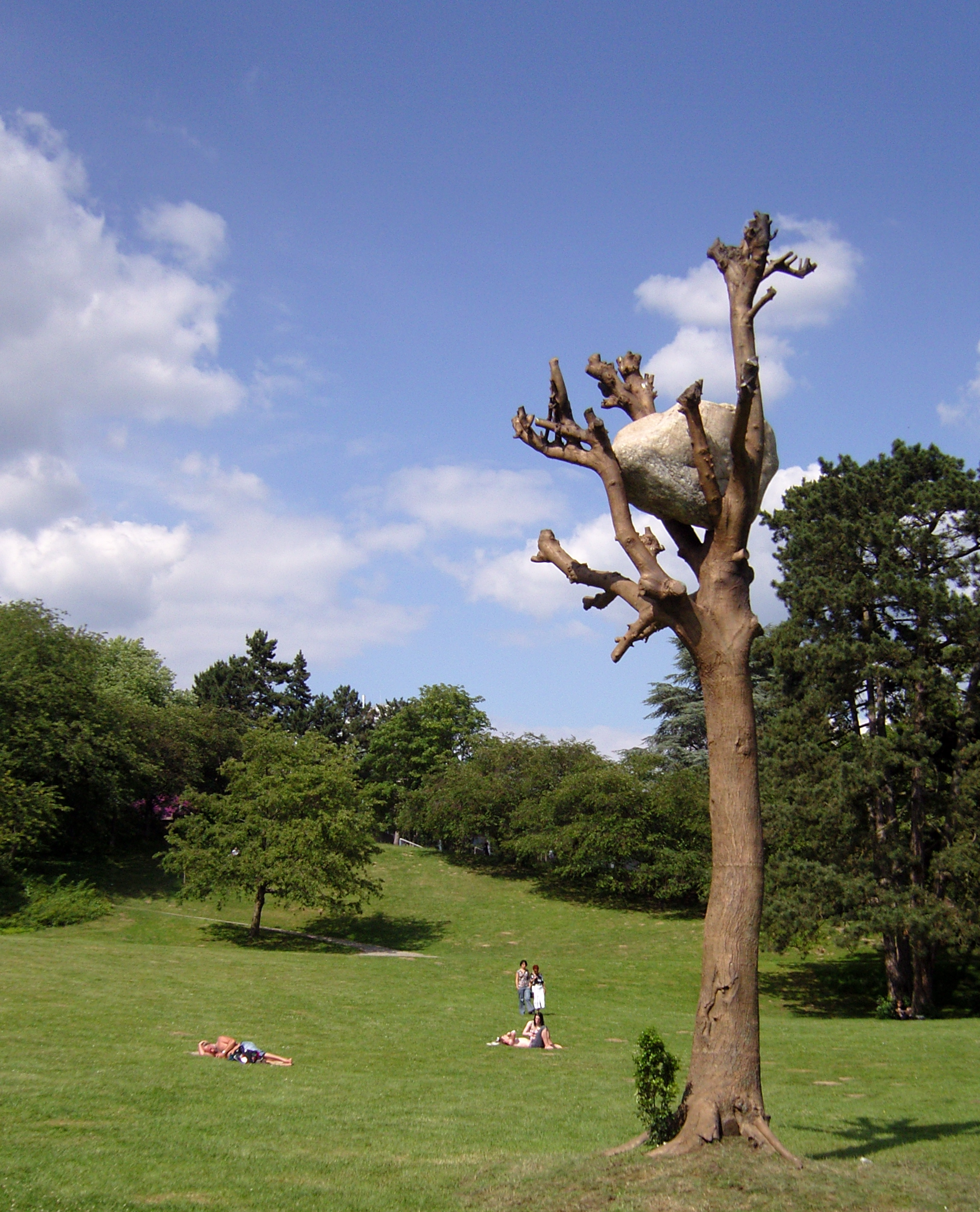
Giuseppe Penone: Idee di Pietra für die dOCUMENTA (13); 2010

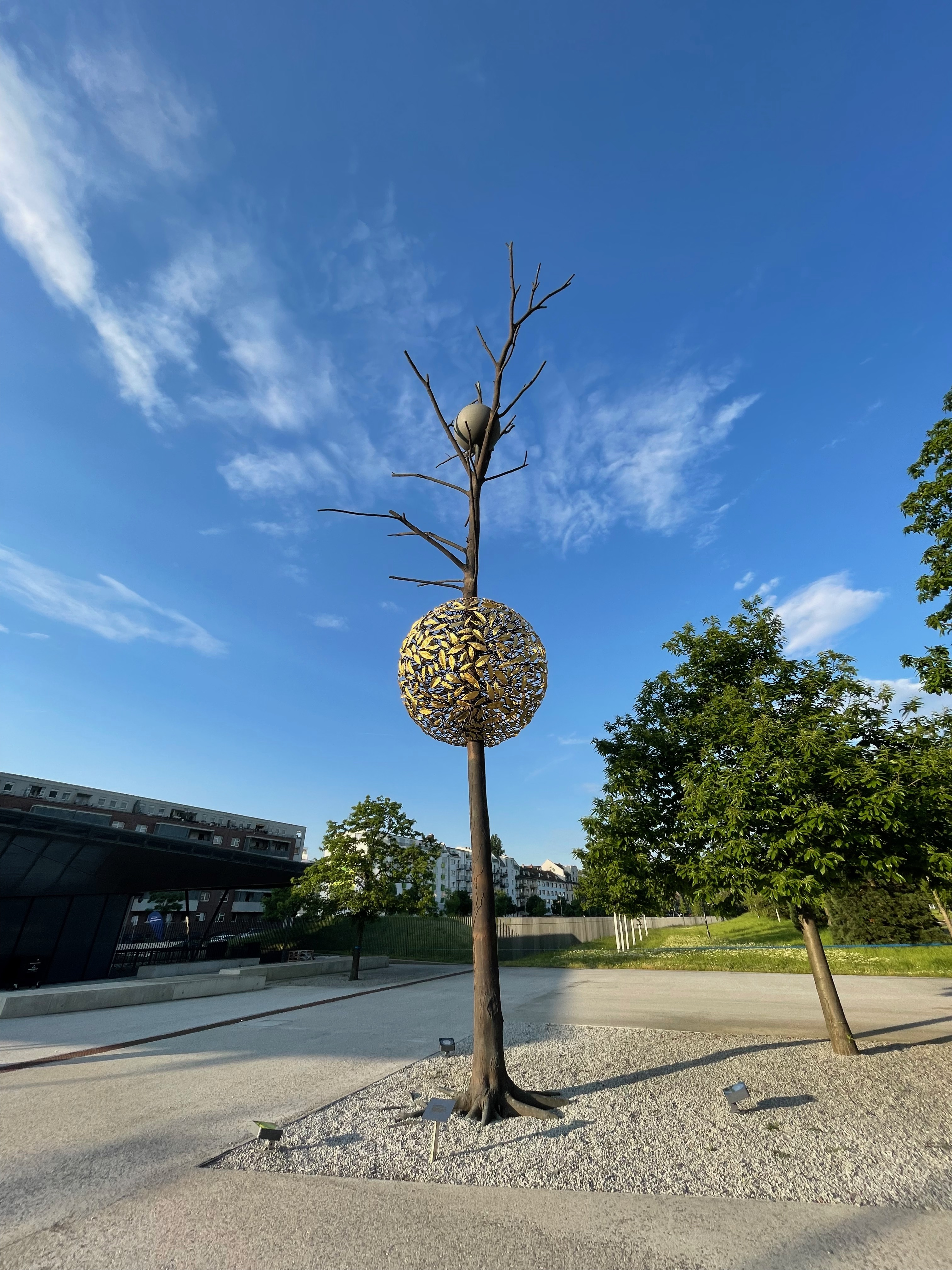
Gravity and Growth; EZB, Frankfurt am Main

Im Park der Reggia di Venaria Reale bei Turin wurde der Giardino delle Sculture Fluide mit einigen seiner Skulpturen angelegt.
2014 wurde er mit dem Praemium Imperiale ausgezeichnet. Papst Franziskus berief ihn am 26. Februar 2019 zum Mitglied der Päpstlichen Akademie der schönen Künste und der Literatur. 2023 erhielt er einen Antonio-Feltrinelli-Preis.

## Gemeinschaftsausstellung
- 2011/2012: Arte povera 2011, Castello di Rivoli, Turin und Triennale di Milano, Mailand